# Littoraria rosewateri
Littoraria rosewateri is een slakkensoort uit de familie van de Littorinidae. De wetenschappelijke naam van de soort is voor het eerst geldig gepubliceerd in 1999 door Reid.